# اندیس هفت سواران
هفت سواران یک اندیس فلزی است که در حوالی شهر ورچه استان مرکزی قرار دارد و مادهٔ معدنی موجود در آن، سرب و روی است.  